# SILENCE (JASON ZODIACの曲)
「SILENCE」（サイレンス）は、JASON ZODIACの1枚目のシングル。

## 概要
記念すべきメジャーデビューシングルは全曲の秒数を0に統一した。カップリングの「SILENCE 〜NUSTY DUMP REMIX〜」は、The MUSIC 272の『DOOOOPE!』のエンディング・テーマ。カセットテープ版は表題曲と同曲のリミックス及びインストが収録されている。

## 収録曲
1. SILENCE
作詞：近藤尚昭 / 作曲・編曲：Perry Geyer
2. SILENCE 〜NUSTY DUMP REMIX〜
作詞：近藤尚昭 / 作曲：Perry Geyer / 編曲：DJ ME-YA
3. SILENCE 〜NUSTY DUMP REMIX〜 (inst.)
4. WELCOME TO THE C￥BER SOCIET￥
作詞：近藤尚昭 / 作曲・編曲：綿貫正顕
5. SILENCE II
作詞：近藤尚昭 / 作曲・編曲：Perry Geyer